# 1. československá fotbalová liga 1986/1987
1. československou ligu v sezóně 1986–1987 vyhrála TJ Sparta ČKD Praha.

## Tabulka ligy
| Poř. | Tým                                  | Z  | V  | R | P  | VG | OG | B  |
| ---- | ------------------------------------ | -- | -- | - | -- | -- | -- | -- |
| 1.   | TJ Sparta ČKD Praha                  | 30 | 18 | 6 | 6  | 63 | 17 | 42 |
| 2.   | TJ Vítkovice                         | 30 | 16 | 5 | 9  | 46 | 29 | 37 |
| 3.   | TJ Bohemians ČKD Praha               | 30 | 13 | 9 | 8  | 50 | 42 | 35 |
| 4.   | TJ DAC Polnohospodár Dunajská Streda | 30 | 13 | 8 | 9  | 46 | 35 | 34 |
| 5.   | TJ Baník Ostrava OKD                 | 30 | 13 | 7 | 10 | 55 | 39 | 33 |
| 6.   | TJ Rudá hvězda Cheb                  | 30 | 13 | 6 | 11 | 52 | 50 | 32 |
| 7.   | SK Slavia Praha IPS                  | 30 | 13 | 5 | 12 | 53 | 34 | 31 |
| 8.   | TJ Plastika Nitra                    | 30 | 12 | 6 | 12 | 47 | 42 | 30 |
| 9.   | ASVS Dukla Praha                     | 30 | 11 | 8 | 11 | 37 | 47 | 30 |
| 10.  | ASVŠ Dukla Banská Bystrica           | 30 | 10 | 8 | 12 | 33 | 48 | 28 |
| 11.  | TJ Spartak TAZ Trnava                | 30 | 12 | 3 | 15 | 41 | 52 | 27 |
| 12.  | TJ ZVL Žilina                        | 30 | 11 | 5 | 14 | 33 | 51 | 27 |
| 13.  | TJ Tatran Prešov                     | 30 | 11 | 4 | 15 | 37 | 51 | 26 |
| 14.  | TJ Sigma ZTS Olomouc                 | 30 | 9  | 7 | 14 | 41 | 49 | 25 |
| 15.  | TJ Škoda Plzeň                       | 30 | 8  | 7 | 15 | 37 | 51 | 23 |
| 16.  | TJ Dynamo České Budějovice           | 30 | 8  | 4 | 18 | 24 | 58 | 20 |

## Soupisky mužstev

### TJ Sparta ČKD Praha
Jan Stejskal (30/0/19) –
Július Bielik (30/0),
Michal Bílek (30/8),
Vlastimil Calta (11/0),
Ivan Čabala (28/3),
Miloslav Denk (6/0),
Daniel Drahokoupil (24/0),
Ivan Hašek (30/10),
Jozef Chovanec (30/4),
Josef Jarolím (18/3),
Karel Kadlec (1/0),
Boris Kočí (8/0),
Vítězslav Lavička (15/4),
Pavel Mejdr (1/0),
Václav Němeček (19/5),
Petar Novák (14/6),
Jiří Novotný (1/0),
Jan Orgoník (4/0),
Zdeněk Procházka (16/1),
Tomáš Skuhravý (29/18),
František Straka (21/2),
Petr Vrabec(25/0) –
trenér Václav Ježek, asistent Jozef Jarabinský

### TJ Vítkovice
Pavel Průša (11/0/5),
Jaroslav Zápalka (19/0/6) –
Jiří Bartl (25/3),
Jiří Běleš (16/2),
Stanislav Dostál (14/4),
Alois Grussmann (28/3),
Lumír Havránek (1/0),
Zbyněk Houška (29/3),
Miroslav Chmela (15/4),
Rostislav Jeřábek (23/3),
Miroslav Kadlec (29/1),
Miroslav Karas (23/1),
Bohuš Keler (26/4),
Luděk Kovačík (26/6),
Ivo Králík (1/0),
Jindřich Kušnír (10/0),
Zdeněk Lorenc (6/0),
Oldřich Škarecký (15/0),
Jiří Šourek (26/8),
Alojz Špak (14/0),
Lubomír Vlk (25/4) –
trenér Ivan Kopecký, asistent Oldřich Sedláček

### TJ Bohemians ČKD Praha
Pavel Herda (8/0/0),
Milan Švenger (22/0/8) –
Miloš Belák (26/3),
Libor Bilas (14/1),
Vladimír Hruška (15/6),
Pavel Chaloupka (29/7),
Július Chlpík (1/0),
František Jakubec (15/0),
Petr Janečka (28/12),
Jaroslav Jeřábek (4/0),
Stanislav Levý (21/0),
Tomáš Matějček (27/0),
Tibor Mičinec (10/6),
Jiří Ondra (26/3),
Petr Pecka (5/0),
Miloš Slabý (23/0),
Zdeněk Ščasný (13/0),
Milan Škoda (12/1),
Jiří Tymich (19/1),
Zdeněk Válek (25/9),
Josef Vinš (14/0),
Peter Zelenský (28/1) –
trenéři Tomáš Pospíchal (1.–22. kolo) a Michal Jelínek (23.–30. kolo), asistent Michal Jelínek

### TJ DAC Poľnohospodár Dunajská Streda
Stanislav Vahala (26/0/9),
Ján Veselý (4/0/2) –
Peter Bartoš (22/2),
Gabriel Bertalan (1/0),
Vladimír Brodzianský (1/0),
Peter Fieber (30/2),
Ján Hodúr (15/0),
Jozef Horváth (6/0),
Ján Kapko (30/0),
Petr Kašpar (30/2),
Tomáš Kosňovský (4/0),
Karol Krištof (26/3),
Dušan Leško (4/0),
Dušan Liba (28/2),
Juraj Majoroš (22/5),
Jozef Medgyes (20/2),
Tibor Mičinec (14/6),
Peter Michalec (13/1),
Rudolf Pavlík (30/11),
Peter Šoltés (30/9),
Lubomír Šrámek (25/0) –
trenér Karol Pecze, asistent Dušan Abrahám

### TJ Baník Ostrava OKD
Luděk Mikloško (28/0/9),
Jiří Richter (2/0/0) –
Václav Daněk (30/24),
Rostislav Halkoci (4/0),
Oldřich Haluska (14/0),
Dušan Horváth (4/0),
Radim Keler (4/0),
Karel Kula (29/5),
Vlastimil Kula (26/5),
Lubomír Odehnal (23/6),
Petr Ondrášek (28/0),
Václav Pěcháček (1/0),
Petr Podaný (4/0),
Roman Sialini (29/0),
Václav Smoček (18/1),
Ivo Staš (23/3),
Pravoslav Sukač (1/0),
Zdeněk Šajtar (9/1),
Petr Škarabela (4/0),
Zdeněk Šreiner (28/2),
Dušan Vrťo (19/0),
Petr Zajaroš (29/3),
Josef Zajíček (1/1),
Jiří Záleský (25/1) –
trenér Milan Máčala, asistent Petr Huděc

### TJ Rudá Hvězda Cheb
André Houška (11/0/2),
Jiří Krbeček (20/0/5) –
Peter Baumgartner (2/0),
Jaromír Belšán (5/0),
Radek Drulák (29/10),
Milan Frýda (22/2),
Peter Herda (29/6),
Róbert Kafka (10/0),
Zdeněk Klucký (13/1),
Jozef Krivjančin (20/0),
Vítězslav Lavička (12/3),
Stanislav Lieskovský (24/1),
Milan Lindenthal (21/8),
Marcel Litoš (21/0),
Marián Prusák (6/0),
Miroslav Siva (29/6),
Vlastimil Stařičný (30/5),
Milan Svojtka (15/1),
Jaroslav Šilhavý (29/0),
Pavel Vandas (28/10) –
trenér Dušan Uhrin, asistent Otakar Dolejš

### SK Slavia Praha IPS
Zdeněk Hruška (7/0/2),
Juraj Šimurka (3/0/1),
Milan Veselý (22/0/8) –
Miroslav Beránek (19/1),
Jiří Doležal (15/0),
Václav Feřtek (1/0),
Vratislav Havlík (5/0),
Václav Hybš (8/0),
Miroslav Janů (28/0),
Karel Jarolím (29/11),
Jiří Jeslínek (29/1),
Josef Jinoch (1/0),
Ivo Knoflíček (30/8),
Miroslav Kouřil (24/2),
Karel Kuba (10/0),
Luboš Kubík (27/10),
Pavel Řehák (25/7),
Milan Šimůnek (16/0),
Jan Švadlenka (8/0),
Marián Takáč (26/6),
Michal Váňa (16/5),
Bohuš Víger (25/2),
Jiří Zamazal (4/0),
Radek Zálešák (1/0) –
trenéři Jaroslav Jareš (1.–11. kolo) a Vlastimil Petržela (12.–30. kolo), asistenti Vlastimil Petržela (1.–11. kolo) a František Zlámal (12.–30. kolo)

### TJ Plastika Nitra
Peter Palúch (30/0/9) –
Róbert Barborík (1/0),
Dušan Borko (27/5),
Norbert Csoknai (1/0),
Jozef Czuczor (19/0),
Jaroslav Dekýš (27/2),
Eduard Gajdoš (28/6),
František Halás (5/2),
Ján Harbuľák (21/1),
Karol Herák (16/2),
Michal Hipp (25/2),
Ivan Horniš (9/1),
Peter Hovorka (1/0),
Kamil Chatrnúch (29/1),
Róbert Jež (29/7),
Milan Lednický (23/6),
Ľubomír Mihok (16/1),
Marek Mikuš (21/0),
Juraj Molnár (4/0),
Zoltán Molnár (29/4),
Ľubomír Moravčík (25/7) –
trenér Kamil Majerník, asistent Ivan Horn

### ASVS Dukla Praha
Petr Kostelník (27/0/10),
Josef Novák (3/0/0) –
Aleš Bažant (18/0),
Günter Bittengel (27/5),
Jan Fiala (30/0),
Dušan Fitzel (24/0),
Tadeáš Gajger (2/0),
Stanislav Griga (25/3),
Josef Klucký (2/0),
Pavel Korejčík (24/11),
Tomáš Kříž (26/5),
Petr Kostecký (5/0),
Aleš Laušman (23/2),
Milan Luhový (30/5),
Josef Novák (27/0),
Petr Rada (30/0),
Roland Rusňák (2/0),
Luboš Urban (26/6),
Jiří Vaďura (18/0),
Jaroslav Vodička (10/0) –
trenér Jiří Lopata, asistent Jan Brumovský

### ASVŠ Dukla Banská Bystrica
Karol Belaník (1/0/0),
Vladimír Hrubjak (21/0/6),
Marián Magdolen (9/0/1) –
Stanislav Baláž (28/3),
Miroslav Bažík (19/3),
Gabriel Boroš (6/0),
Jaroslav Boroviak (5/0),
Pavol Diňa (27/7),
Stanislav Dostál (24/5),
Peter Halaj (3/0),
Gabriel Hornyák (4/0),
Miroslav Chvíla (14/0),
Roman Kaličiak (5/0),
Ján Kocián (30/1),
Ľudovít Lancz (20/1),
Ľubomír Luhový (3/0),
Stanislav Moravec (23/3),
Milan Nemec (24/6),
Jozef Oboril (16/0),
Vladimír Sivý (30/0),
Roman Slaný (24/0),
Ján Solár (1/0),
Tomáš Stúpala (19/0),
Miloš Targoš (27/3),
Milan Uhlík (15/1) –
trenér Jozef Adamec, asistent Pavol Hudcovský

### TJ Spartak TAZ Trnava
Vlastimil Opálek (30/0/7) –
Attila Belanský (27/9),
Róbert Bôžik (2/0),
Marián Brezina (15/3),
František Broš (27/4),
Pavol Burdej (1/0),
Alexander Cabaník (10/0),
Jozef Dian (27/3),
Vladimír Ekhardt (27/4),
Libor Fašiang (29/3),
Peter Fijalka (12/1),
Vladimír Filo (19/1),
Ján Gabriel (29/3),
Ivan Hucko (25/1),
Ivan Kavecký (5/0),
František Klinovský (29/2),
Marián Kopčan (29/2),
Jozef Mikula (1/0),
Marián Rybanský (6/0),
Peter Slovák (12/1),
Ján Solár (19/0),
Igor Súkenník (1/0),
Michal Svrček (2/0) –
trenér Stanislav Jarábek, asistent Ladislav Kuna

### TJ ZVL Žilina
Jiří Doležílek (30/0/9),
Ivan Závracký (1/0/0) –
Peter Bárka (23/2),
Ján Berešík (7/0),
Tibor Cvacho (1/0),
Ľubomír Faktor (20/0),
Vladimír Goffa (18/1),
Viliam Hýravý (29/12),
Vladimír Kinier (30/4),
Jaroslav Kostoláni (25/0),
Miroslav Kovanič (17/0),
Eduard Kováč (9/0),
Miroslav Mikolaj (10/4),
Felix Mišutka (7/1),
Jozef Sluka (23/2),
Pavol Strapáč (29/0),
Ivan Šimček (28/3),
Miroslav Turianik (26/0),
Marián Valach (19/3),
Marián Varga (24/0),
Štefan Zajac (8/0),
Ľuboš Zuziak (6/1) –
trenér Jozef Jankech, asistent Jozef Balažovič

### TJ Tatran Prešov
Karol Korpáš (14/0/5),
Miroslav Kováč (16/0/4) –
Ján Baloga (1/0),
Petr Čmilanský (10/0),
Jaroslav Galko (11/0),
Vladimír Gombár (27/6),
Ján Grňa (21/1),
Marián Jozef (15/0),
Miroslav Labun (27/1),
Igor Madár (18/2),
Rudolf Matta (26/2),
Ján Molka (24/6),
Jaroslav Paňko (6/0),
Jaroslav Rybár (29/0),
Ján Semančík (2/0),
Marián Skalka (7/0),
Pavol Stričko (26/7),
Ľuboš Štefan (24/1),
Jozef Talášek (30/4),
Marián Tomčák (28/5),
Dušan Uškovič (12/1),
Jaroslav Zajac (7/0) –
trenér Peter Majer , asistent Eduard Čabala

### TJ Sigma ZTS Olomouc
Vladimír Bubeník (19/0/3),
Jan Laslop (7/0/2),
Zdeněk Tulis (4/0/0) –
Miloš Beznoska (28/5),
Jiří Fiala (12/0),
Pavel Hapal (5/0),
Slavomír Hodúl (6/0),
Leoš Kalvoda (21/4),
Roman Kocfelda (15/4),
Zdeněk Koukal (24/0),
Ladislav Kučerňák (12/1),
Oldřich Machala (30/1),
Jiří Malík (22/0),
Miroslav Mlejnek (27/2),
Petr Mrázek (15/2),
Rudolf Muchka (21/1),
Miroslav Příložný (29/12),
Ladislav Richter (1/0),
Vratislav Rychtera (16/0),
Roman Sedláček (24/5),
Vladimír Šišma (26/4),
Oto Vyskočil (23/0) –
trenér Karel Brückner , asistenti Petr Uličný a Vlastimil Zeman

### TJ Škoda Plzeň
Václav Lavička (16/0/7),
Jaromír Šticha (14/0/0) –
Kamil Bárta (2/0),
Petr Čermák (25/4),
Milan Forman (26/1),
Jan Homola (28/5),
Petr Hudec (6/0),
Vratislav Chaloupka (26/2),
Bohuslav Kalabus (20/0),
Miroslav Kamiš (25/0),
Milan Kohout (5/0),
Luděk Kopřiva (26/0),
Josef Kovačič (30/2),
Pavel Krs (7/0),
Eduard Kubata (18/1),
Josef Nádraský (3/0),
Reinhard Nicklas (3/0),
Miloslav Paul (27/9),
Antonín Rosa (12/4),
Jiří Sloup (24/6),
Miroslav Vaňous (1/0),
Vladimír Vašák (27/3) –
trenér Václav Rys, asistent Jaromír Votík

### TJ Dynamo České Budějovice
Ladislav Mikeš (22/0/5),
Petr Skála (9/0/3) –
Jiří Anderle (23/0),
Petr Čermák (25/3)
Miroslav Čížek (11/0),
Miroslav Hermer (25/0),
Jaroslav Holý (29/0),
Josef Jodl (14/0),
Jiří Jurásek (15/1),
Pavel Karoch (30/4),
Václav Korejčík (3/0),
Jiří Kotrba (6/0),
Dušan Kuba (16/1),
Radovan Loužecký (6/0),
Karel Musil (1/0),
Jiří Němec (28/0),
Jiří Nesvačil (21/1),
Jiří Orlíček (25/2),
Milan Přibyl (1/0),
Roman Sokol (29/8),
Petr Soucha (1/0),
Petr Syrovátka (1/0),
Zdeněk Trněný (23/1),
Zdeněk Urban (19/3) –
trenér Bohumil Smolík, asistent Karel Melka